# Aviano
Aviano (friaulisch: Davian) ist eine norditalienische Gemeinde in der Region Friaul-Julisch Venetien am Fuße der Dolomiten. Der 159 m s.l.m. gelegene Ort hat 9008 Einwohner (Stand 31. Dezember 2023) und eine Fläche von 113 km².

## Sehenswürdigkeiten
- Das Castello di Aviano ist eine Ruine eines Schlosses aus der ersten Hälfte des 10. Jahrhunderts.
- Duomo di San Zenone, erbaut 1775 und erweitert 1832.
- Santuario della Madonna del Monte

## Verkehr

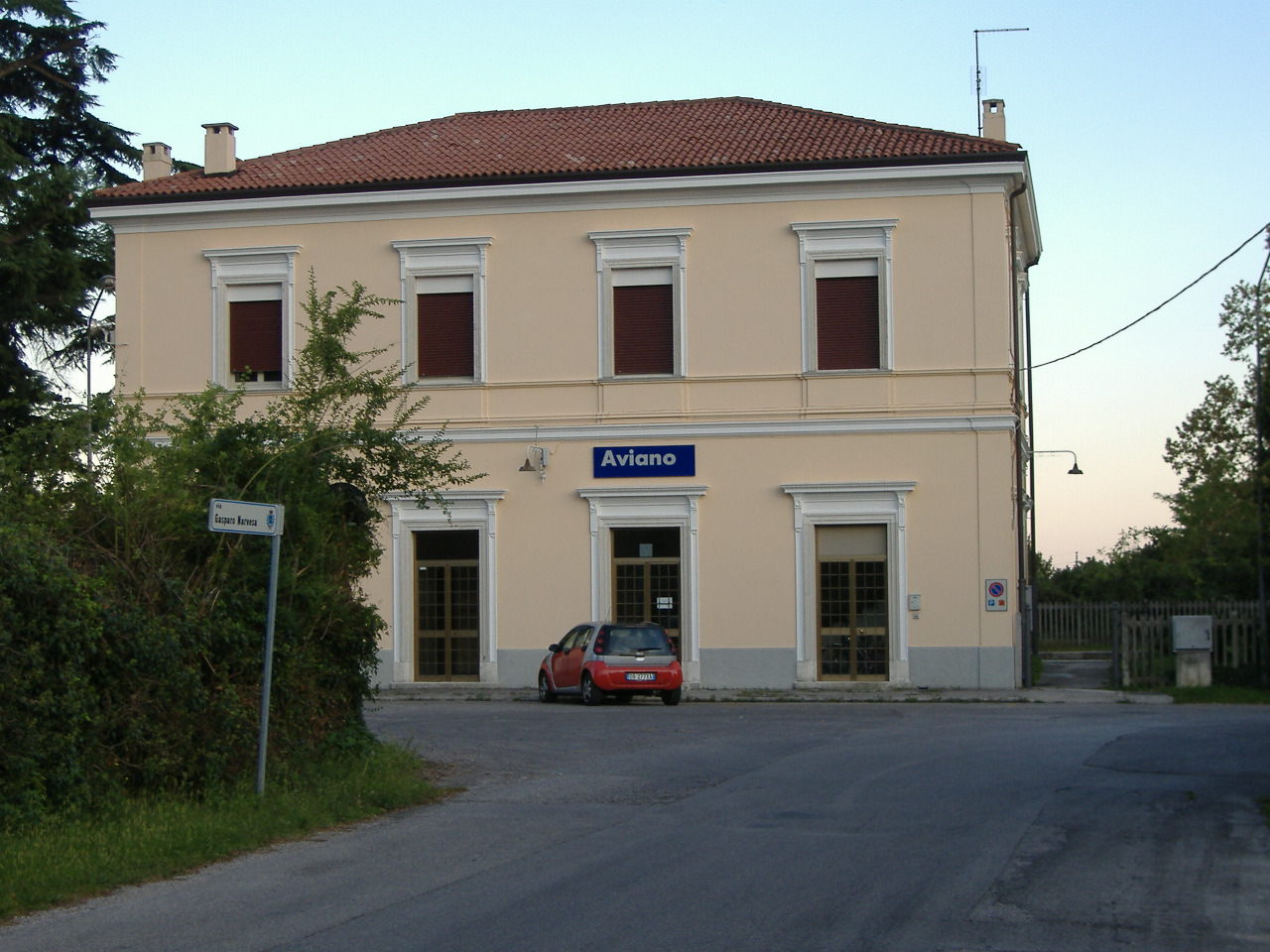
Bahnhof Aviano

Aviano liegt an der nicht mehr betriebenen (Stand: Juli 2017) Bahnstrecke Gemona del Friuli–Sacile und hat einen Bahnhof. Per Bahn ist der Ort besser über den rund zehn Kilometer weiter im Süden gelegenen Bahnhof von Pordenone an der Bahnstrecke Venezia–Udine und dann mit dem Bus zu erreichen. Bei Pordenone führt auch die Autobahn A28 vorbei, mit der Aviano über Landstraßen verbunden ist. Der zur Gemeinde Aviano gehörende Wintersportort Piancavallo ist von Aviano aus ebenfalls über eine Landstraße zu erreichen.

## Militärflugplatz
Im Süden des Gemeindegebietes befindet sich seit 1911 ein Militärflugplatz, der seit 1955 von der US-Luftwaffe genutzt wird. Auf der Aviano Air Base befinden sich ein Geschwader mit F-16-Kampfflugzeugen und Kernwaffen des Typs B61-4.

## Persönlichkeiten
- Marco d’Aviano (1631–1699), Ordenspriester und Kapuziner
- Attilio Redolfi (1923–1997), italienisch-französischer Radrennfahrer